# Équipe du Pérou des moins de 20 ans de football
Maillots
L'équipe du Pérou des moins de 20 ans est une sélection de joueurs de moins de 20 ans placée sous la responsabilité de la Fédération péruvienne de football.

## Histoire
L'équipe a atteint ses meilleurs résultats à la fin des années 1960 et début des années 1970 en se hissant à la 3e place des championnats d'Amérique du Sud des moins de 20 ans de 1967 et 1971 (tous les deux organisés au Paraguay),. Cependant, elle n'a jamais pu retrouver le dernier carré depuis 1975, résultats insuffisants pour se qualifier à la Coupe du monde des moins de 20 ans – qui a démarré en 1977 – à laquelle elle n'a jamais participé.
Par ailleurs, en 1990, les U20 ont remporté à domicile la 4e édition des Jeux sudaméricains (connus aussi sous le nom de Jeux ODESUR), aux dépens de l'Équateur.

## Résultats

### Parcours dans les compétitions internationales

#### Coupe du monde U20 de la FIFA
| Édition   | Performance       | Rang          | J             | V             | N             | D             | Bp            | Bc            |               |
| --------- | ----------------- | ------------- | ------------- | ------------- | ------------- | ------------- | ------------- | ------------- | ------------- |
| 1977–1979 | Tour préliminaire | Non qualifiée | Non qualifiée | Non qualifiée | Non qualifiée | Non qualifiée | Non qualifiée | Non qualifiée | Non qualifiée |
| 1981      | Non inscrite      | Non inscrite  | Non inscrite  | Non inscrite  | Non inscrite  | Non inscrite  | Non inscrite  | Non inscrite  | Non inscrite  |
| 1983–2023 | Tour préliminaire | Non qualifiée | Non qualifiée | Non qualifiée | Non qualifiée | Non qualifiée | Non qualifiée | Non qualifiée | Non qualifiée |
| Total     | -                 | -             | 0             | 0             | 0             | 0             | 0             | 0             |               |

#### Championnat U20 de la CONMEBOL
| 1954  | Poule finale    | 4e              | 7               | 2               | 3               | 2               | 10              | 11              |                 |                 |
| 1958  | Poule unique    | 4e              | 5               | 2               | 2               | 1               | 13              | 13              |                 |                 |
| 1964  | Poule unique    | 5e              | 6               | 2               | 1               | 3               | 7               | 9               |                 |                 |
| 1967  | Demi-finale     | 3e              | 5               | 2               | 1               | 2               | 9               | 7               |                 |                 |
| 1971  | Demi-finale     | 3e              | 5               | 2               | 1               | 2               | 7               | 7               |                 |                 |
| 1974  | Premier tour    | 5e              | 3               | 1               | 1               | 1               | 2               | 2               |                 |                 |
| 1975  | Premier tour    | 4e              | 5               | 1               | 2               | 2               | 4               | 8               |                 |                 |
| 1977  | Premier tour    | 5e              | 4               | 1               | 1               | 2               | 7               | 9               |                 |                 |
| 1979  | Premier tour    | 6e              | 4               | 1               | 0               | 3               | 3               | 10              |                 |                 |
| 1981  | Non inscrite    | Non inscrite    | Non inscrite    | Non inscrite    | Non inscrite    | Non inscrite    | Non inscrite    | Non inscrite    | Non inscrite    | Non inscrite    |
| 1983  | Premier tour    | 6e              | 4               | 1               | 0               | 3               | 11              | 9               |                 |                 |
| 1985  | Premier tour    | 8e              | 4               | 0               | 2               | 2               | 2               | 7               |                 |                 |
| 1987  | Premier tour    | 8e              | 3               | 0               | 0               | 3               | 4               | 10              |                 |                 |
| 1988  | Premier tour    | 6e              | 5               | 2               | 1               | 2               | 5               | 7               |                 |                 |
| 1991  | Premier tour    | 9e              | 4               | 0               | 2               | 2               | 4               | 8               |                 |                 |
| 1992  | Premier tour    | 7e              | 3               | 0               | 0               | 3               | 2               | 8               |                 |                 |
| 1995  | Premier tour    | 7e              | 4               | 1               | 0               | 3               | 4               | 7               |                 |                 |
| 1997  | Premier tour    | 8e              | 4               | 0               | 2               | 2               | 3               | 7               |                 |                 |
| 1999  | Poule finale    | 5e              | 9               | 3               | 2               | 4               | 8               | 22              |                 |                 |
| 2001  | Premier tour    | 8e              | 4               | 1               | 1               | 2               | 5               | 9               |                 |                 |
| 2003  | Premier tour    | 10e             | 4               | 0               | 0               | 4               | 3               | 13              |                 |                 |
| 2005  | Premier tour    | 9e              | 4               | 0               | 1               | 3               | 1               | 11              |                 |                 |
| 2007  | Premier tour    | 10e             | 4               | 0               | 0               | 4               | 4               | 11              |                 |                 |
| 2009  | Premier tour    | 9e              | 4               | 0               | 0               | 4               | 3               | 8               |                 |                 |
| 2011  | Premier tour    | 7e              | 4               | 1               | 1               | 2               | 4               | 5               |                 |                 |
| 2013  | Poule finale    | 5e              | 9               | 3               | 3               | 3               | 13              | 13              |                 |                 |
| 2015  | Poule finale    | 5e              | 9               | 3               | 1               | 5               | 11              | 21              |                 |                 |
| 2017  | Premier tour    | 10e             | 4               | 0               | 2               | 2               | 2               | 6               |                 |                 |
| 2019  | Premier tour    | 9e              | 4               | 1               | 0               | 3               | 2               | 5               |                 |                 |
| 2021  | Édition annulée | Édition annulée | Édition annulée | Édition annulée | Édition annulée | Édition annulée | Édition annulée | Édition annulée | Édition annulée | Édition annulée |
| 2023  | Premier tour    | 10e             | 4               | 0               | 0               | 4               | 1               | 7               |                 |                 |
| 2025  | Premier tour    | 10e             | 4               | 0               | 0               | 4               | 3               | 11              |                 |                 |
| Total | –               | 8e              | 142             | 30              | 30              | 82              | 157             | 279             |                 |                 |

### Palmarès
| |                                                                                                   |
| Compétitions internationales | Trophées divers                                                                                   |
| - Championnat U20 de la CONMEBOL : - Troisième : 1967 et 1971. - Jeux bolivariens : - Médaille de bronze : 1985. - Jeux sud-américains (1) : - Médaille d'or : 1990. - Médaille de bronze : 1982. | - Cuadrangular de Lima (1) : - Vainqueur : 1958. - Cuadrangular de Lara (1) : - Vainqueur : 2018. |

## Personnalités historiques de l'équipe

### Joueurs

#### Effectif actuel
Liste des 23 joueurs convoqués pour le championnat sud-américain U20 de 2023 en Colombie.
| Sélectionneur | Sélectionneur            | Jaime Serna       | Jaime Serna      | Jaime Serna | Jaime Serna |
| N°            | Nom                      | Date de naissance | Club             |             |             |
| Gardiens      |                          |                   |                  |             |             |
|               | José Sebastián Amasifuen | 6 juin 2004       | Alianza Lima     |             |             |
|               | Denzel Caña              | 22 février 2003   | Cienciano        |             |             |
|               | Josué Vargas             | 28 mars 2003      | U. César Vallejo |             |             |
| Défenseurs    |                          |                   |                  |             |             |
|               | Kluivert Aguilar         | 5 mai 2003        | Lommel SK        |             |             |
|               | Sebastián Aranda         | 7 octobre 2003    | Alianza Lima     |             |             |
|               | Alex Custodio            | 31 janvier 2004   | Zulia FC         |             |             |
|               | José Nicolás Amasifuen   | 5 juillet 2005    | Alianza Lima     |             |             |
|               | Gilmar Paredes           | 8 janvier 2003    | Sporting Cristal |             |             |
|               | Matías Lazo              | 11 juillet 2003   | FBC Melgar       |             |             |
|               | Aron Sánchez             | 4 mai 2003        | AD Cantolao      |             |             |
|               | Anderson Villacorta      | 25 juillet 2005   | U. César Vallejo |             |             |
| Milieux       |                          |                   |                  |             |             |
|               | Gonzalo Aguirre          | 6 mai 2003        | Nueva Chicago    |             |             |
|               | Catriel Cabellos         | 18 août 2004      | Racing Club      |             |             |
|               | Jack Carhuallanqui       | 9 mai 2004        | Universitario    |             |             |
|               | Álvaro Rojas             | 12 mars 2005      | Universitario    |             |             |
|               | Valentino Sandoval       | 6 août 2003       | U. San Martín    |             |             |
|               | André Vásquez            | 30 janvier 2003   | FBC Melgar       |             |             |
| Attaquants    |                          |                   |                  |             |             |
|               | Juan Pablo Goicochea     | 12 janvier 2005   | Alianza Lima     |             |             |
|               | Kenji Cabrera            | 27 janvier 2003   | FBC Melgar       |             |             |
|               | Bruno Portugal           | 28 juin 2003      | FBC Melgar       |             |             |
|               | Diether Vásquez          | 1er janvier 2005  | U. César Vallejo |             |             |
|               | Sebastián Pineau         | 20 janvier 2003   | Alianza Lima     |             |             |
|               | Diego Otoya              | 13 septembre 2004 | Sporting Cristal |             |             |

#### Anciens joueurs
| - Wilmer Aguirre - Marko Ciurlizza - Erick Delgado - Jefferson Farfán - George Forsyth - Martín Hidalgo - Abel Lobatón - Flavio Maestri | - Andrés Mendoza - Claudio Pizarro - Alberto Rodríguez - Nolberto Solano - Juan Manuel Vargas - Walter Vílchez - Carlos Zambrano - Reimond Manco |

### Sélectionneurs
Source consultée : RSSSF
| - Raúl Chappell (1954) - György Orth (1958) - Marinho Rodrigues (pt) (1964) - José Gomes Nogueira (1967) - Alejandro Heredia (1971) - Mario Gonzales (1974) - Luis Zacarías (1975) - Marcos Calderón (1977) - José Chiarella (1979) - Luis Roth (1983-1985) - Juan Carlos Oblitas (1987) | - Percy Rojas (1988) - César Gonzales (1991) - Roberto Drago (1992) - Dragan Miranović (1995) - Rafael Castillo Lazón (1997) - Juan Carlos Oblitas (1999) - Julio César Uribe (2001) - César Gonzales (2003) - Julio García Ruiz (2005) - José Luis Pavoni (2007) - Héctor "Tito" Chumpitaz (2008-2009) | - Gustavo Ferrín (2010-2011) - Daniel Ahmed (2012-2013) - Víctor Rivera (2014-2015) - Daniel Ahmed (2016-2019) - Carlos Silvestri (2020-2021) - Víctor Reyes (2021) - Gustavo Roverano (2022) - Jaime Serna (2022-2023) - José del Solar (2023-) |